# Moorpark
Moorpark város az USA Kalifornia államában, Ventura megyében. Lakosainak száma 36 284 fő (2020. április 1.).

## Népesség
A település népességének változása:

| 2010 | 34 421 |
| 2020 | 36 284 |